# Darleane C. Hoffman
Darleane Christian Hoffman (* 8. November 1926 in Terril, Iowa) ist eine US-amerikanische Chemikerin, die sich mit Kernchemie befasst.

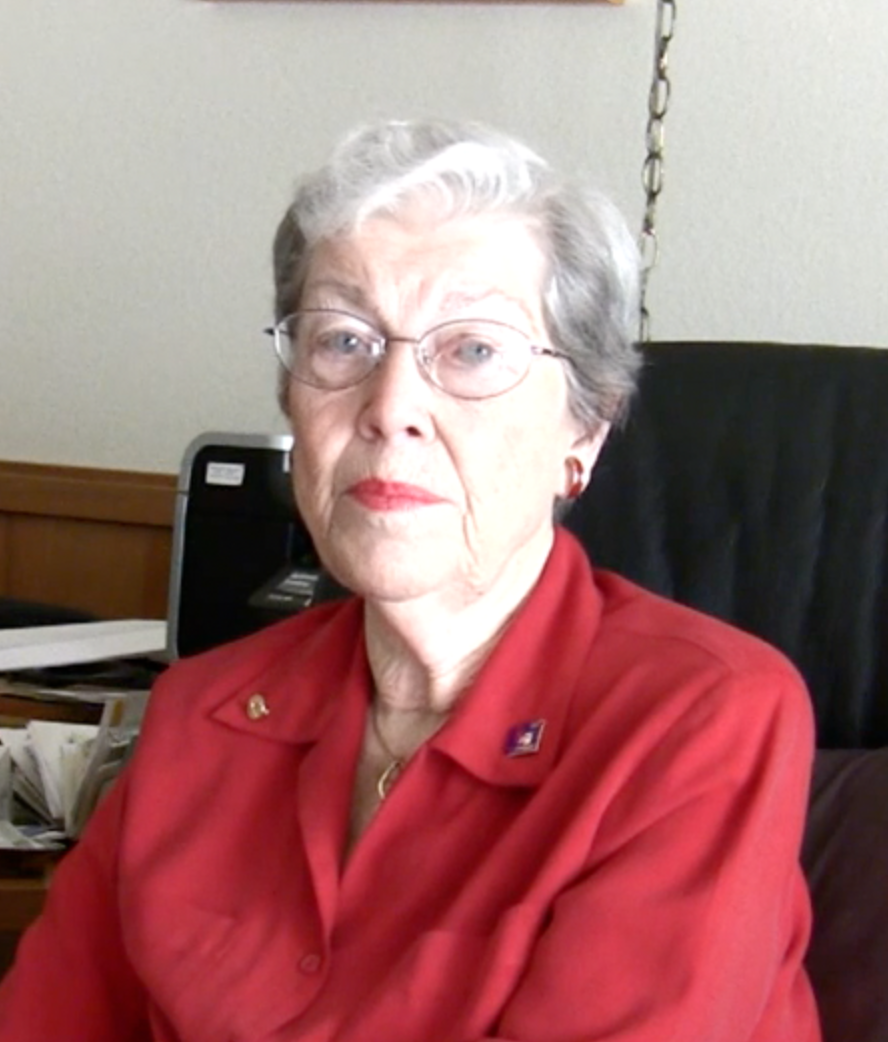
Darleane C. Hoffman 2012

## Leben
Hoffman studierte am Iowa State College mit dem Bachelor-Abschluss 1948 und promovierte dort 1951 bei Don S. Martin mit der Arbeit High specific radioactivities of cobalt, platinum and iridium from photonuclear reactions. Während dieser Zeit war sie Assistentin im Ames Laboratory der Atomic Energy Commission (AEC). Danach war sie 1951/52 am Oak Ridge National Laboratory und 1952 bis 1971 Chemikerin im Los Alamos National Laboratory. Dort wurde sie 1981 Leiterin der Isotope and Nuclear Chemistry Division. 1984 wurde sie Professor an der University of California, Berkeley und Leiterin der Heavy Element Nuclear & Radiochemistry Group am Lawrence Berkeley National Laboratory. Außerdem war sie 1991 Gründungsdirektorin des Seaborg Institute for Transactinium Science. 1996 ging sie in den Ruhestand.
Sie ist Expertin für Chemie der Transurane und Transactinoide und eine international führende Expertin für Spontane Spaltung. Sie war eine derjenigen, die die Entdeckung des Elements Seaborgium (Ordnungszahl 106) bestätigten und studierte diese und andere Transactinoide (wie Rutherfordium, Hahnium) mit einer von ihr mitentwickelten Technik am 88-Inch-Zyklotron in Berkeley.
Außerdem untersuchte sie die Ausbreitung radioaktiver Nuklide in der Umwelt und war in der Beratungskommission der National Academy of Sciences für radioaktive Abfälle.
Sie ist seit 1951 mit dem Physiker Marvin M. Hoffman verheiratet und hat einen Sohn und eine Tochter.

## Ehrungen und Mitgliedschaften
- 1978 Guggenheim Fellow
- 1983 Glenn T. Seaborg Award for Nuclear Chemistry
- 1996 Berkeley Citation
- 1997 National Medal of Science
- 1990 Garvan-Olin-Medaille
- 2000 Priestley-Medaille
- 2023 Enrico-Fermi-Preis

Sie ist Fellow der American Association for the Advancement of Science und der American Physical Society sowie der Norwegischen Akademie der Wissenschaften und seit 1998 der American Academy of Arts and Sciences. Sie ist Ehrendoktor der Universität Bern (2001).

## Schriften
- Darleane C. Hoffman, Albert Ghiorso, Glenn T. Seaborg: The Transuranium People. The Inside Story. Imperial College Press, 2000.